# 阮福洪保
阮福洪保（越南语：／；1825年4月29日—1854年），越南阮朝绍治帝长子，生母貴嬪丁氏幸。

## 生平
明命二十一年（1840年），洪保以明命帝長孫的身份封安丰亭侯（越南语：／）。绍治三年（1843年），晋封安丰公（越南语：／），并生有9子8女。
根據阮朝的官方正史記載，阮福洪保雖然身為皇長子，但行為放蕩而且不學無術，紹治帝非常討厭他；而與洪保同父異母的皇次子阮福洪任（即後來的嗣德帝）則聰明博學，因此紹治帝在臨終前決定讓洪任繼承皇位。張登桂、武文解、阮知方、林維浹四人被紹治帝任命為輔政大臣，以輔佐洪任。不過，紹治帝為何沒有遵循長子繼承制仍是個謎；歷史學家范文山指出，當時的西方傳教士宣稱張登桂與洪保不和，並與洪任關係親密，因而通過陰謀手段使洪任繼位。甚至有傳言稱嗣德帝是張登桂與慈裕太后范氏姮的私生子，但沒有任何歷史資料可以證明這個傳言。
失去皇位的洪保對此一直憤憤不平。他認為自己才是皇位的合法繼承人，並一直希望奪回皇位。順化的Pellerin主教在1848年11月26日的一封信中提到，洪保一直想要奪回皇位，向傳教士承諾，若自己繼位，他將承諾給予自由傳播天主教的權利，甚至會將越南變成一個天主教國家。對此，Pellerin要求傳教士們不要介入任何政治事務。
洪保未能獲得西方傳教士的支持，他便轉而尋求外國勢力支持。1851年正月，洪保試圖逃往新加坡，尋求英國人的幫助，但卻被抓住了。洪保試圖自殺，但被他的屬下勸阻了。於是，洪保穿著喪服，披頭散髮，帶著兩個兒子去宮殿中哭著請求嗣德帝的寬恕。根據L. Cadière的說法，洪保承認辯解稱自己沒有勾結外國人的企圖，自己這麼做是因為貧窮、被人輕視，希望前往法國以一個平民的身份生活。嗣德帝並沒有相信他的話，但卻被他的求饒打動，便饒恕了他，厚賜給他許多金銀。
不過，洪保並未就此放棄奪位的陰謀。1854年，他糾集了一些同黨歃血盟誓，而後派同黨們前往國外招募人員。其中一人在暹羅與高棉的邊境招募了一位僧侶，將其帶回順化與洪保見面。不過洪保不尊重這名僧侶，這名僧侶最終向朝廷揭發了逆謀。洪保遭到逮捕審判，在酷刑下招認了罪行，按律擬處以淩遲。不過嗣德帝在慈裕太后的要求下將其改為永久監禁。陰曆二月，洪保在縻所上吊自殺，终年只有29岁。他在沒有葬禮的情況下被草草埋葬。洪保兒子們都被嗣德帝赦免了死罪，但和洪保一起被削去宗籍，改从洪保母姓丁姓，并被流放至庆和省。
1866年，其長子丁導（原名阮福膺福）与段有徵、段有爱、段司直、张仲和、范梁等人，煽动修建万年基的工匠叛亂，但失败被捕。9月24日，洪保的子孙全被嗣德帝绞死。
成泰十年（1898年），成泰帝给他平反。恢復了他的安豐公封爵，并封泰盛郡王阮福洪付的第八子阮福膺騂（越南语：／）為奉國郎，主持安豐公祠祭祀事宜。成泰十一年（1899年），賜諡恭肅。啟定朝又追贈為安豐郡王（越南语：／），改諡端莊。後來，又將膺騂過繼給安豐公為嗣，改名膺村（越南语：／），封安豐縣公。

## 子
安豐公房子孫被嗣德帝賜予寸字部，嗣德帝要求他們名字第二字按字部起名。
- 长子：丁導（越南语：／），本名阮福膺福（越南语：／），嗣德四年（1851年）奉御賜字部改為阮福膺導（越南语：／），母陈氏瑞。绍治五年八月初十日出生[12]，嗣德二十年（1866年），因谋反，与母、三个弟弟、前妻以及两个子女一起被杀。[13][14][15]
- 次子：阮福膺祥（越南语：／），绍治五年九月十五日出生[12]。玉牒不载寸字部名，或许在嗣德四年赐名前已经去世。
- 三子：丁寺，原名阮福膺寺，1866年被杀。[13][14][15]
- 四子：丁傳，原名阮福膺傳，1866年被杀。[13][14][15]
- 五子：丁將，原名阮福膺將，1866年被杀。[13][14][15]
- 嗣子：阮福洪付八子阮福膺騂，原名阮福膺新，生母阮氏恩，嗣德十一年（1858年）出生，過繼給安豐郡王阮福洪保為子，改名阮福膺村。維新四年（1910年）封安豐縣公。

## 影視形象
| 演員   | 年份   | 影視作品 | 備註   |
| 鄭秀衷 | 2019年 | 《鳳扣》 | [ 16 ] |